# Vaxholm
Vaxholm − miasto i twierdza morska w Szwecji, w regionie Sztokholm (szw. Stockholms län), siedziba gminy Vaxholm, liczące około 4 817 mieszkańców.

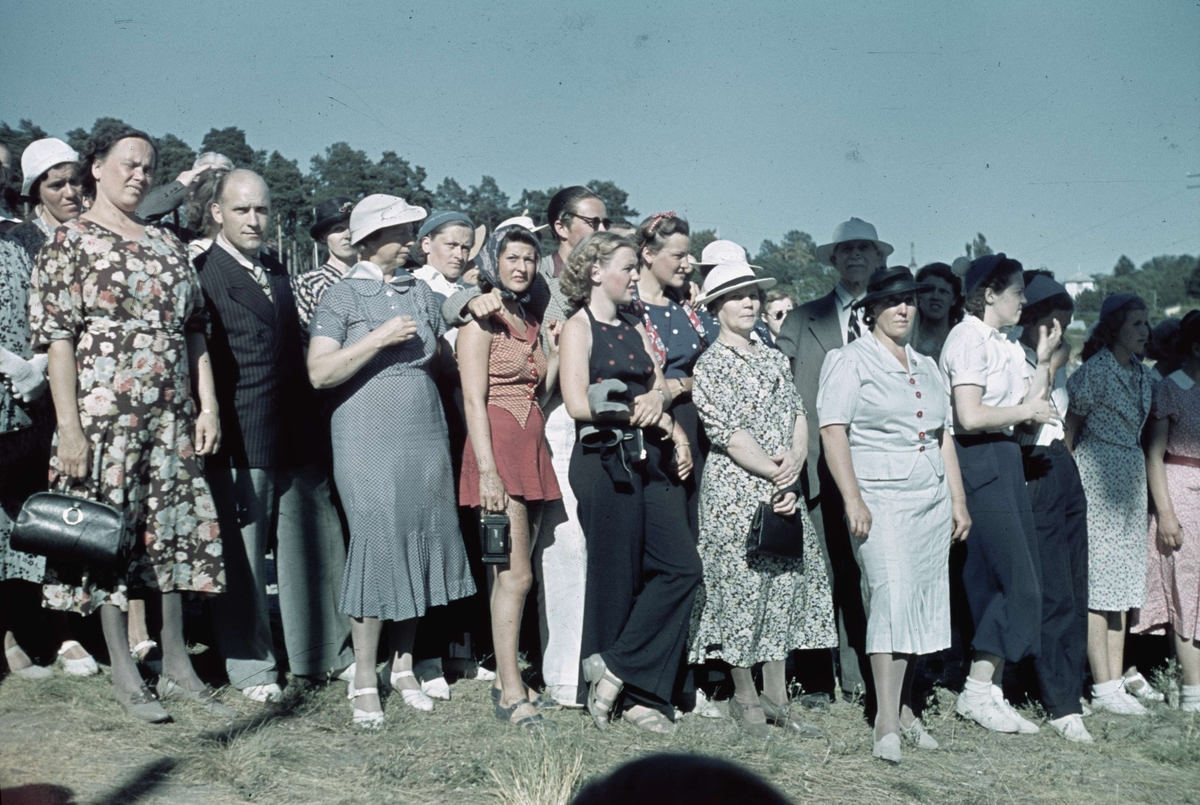
Vaxholm podczas mistrzostw świata w kajakarstwie w 1938 na fotografii Agfacolor

Nazwa miasta wywodzi się od Zamku Vaxholm wybudowanego w 1549 roku, w pobliżu którego Gustaw I Waza założył w 1558 roku miasto. Prawa miejskie uzyskało ono w 1652 roku.